# Rue de Cléry
Rue de Cléry är en gata i Quartier du Mail och Quartier de Bonne-Nouvelle i Paris andra arrondissement. Gatan är uppkallad efter Hôtel de Cléry. Rue de Cléry börjar vid Rue Montmartre 104 och slutar vid Rue Beauregard 60 och Boulevard de Bonne-Nouvelle 5.

## Omgivningar
- Notre-Dame-de-Bonne-Nouvelle
- Square Jacques-Bidault
- Rue Poissonnière
- Rue de la Lune
- Rue de la Ville-Neuve
- Rue Notre-Dame-de-Recouvrance
- Rue Thorel
- Rue des Degrés
- Rue Saint-Philippe

## Bilder
| - Rue de Cléry. - Gatuskylt. - Kyrkan Notre-Dame-de-Bonne-Nouvelle. - Square Jacques-Bidault. |

## Kommunikationer
- Tunnelbana – linje  – Sentier
- Busshållplats Sentier – Paris bussnät, linjerna 20 39

### Webbkällor
- ”Rue de Cléry”. Mairie de Paris. https://web.archive.org/web/20160303204811/http://www.v2asp.paris.fr/commun/v2asp/v2/nomenclature_voies/Voieactu/2110.nom.htm. Läst 1 augusti 2022.
- ”Rue de Cléry”. Les rues de Paris. https://web.archive.org/web/20180806045123/http://www.parisrues.com/rues02/paris-02-rue-de-clery.html. Läst 1 augusti 2022.